# Chiến tranh ở Dagestan
Chiến tranh ở Dagestan (Tiếng Nga:Война в Дагестане) hay Cuộc xâm lược Dagestan của dân quân hồi giáo (Tiếng Nga:Вторжение боевиков в Дагестан) là 1 cuộc xung đột vũ trang giữa Lữ đoàn Gìn giữ Hòa bình Quốc tế Hồi giáo (IIPB), 1 nhóm dân quân Hồi giáo được lãnh đạo bởi Shamil Basayev, Ibn al-Khattab, Ramzan Akhmadov và Arbi Barayev, và Lực lượng Vũ trang Liên bang Nga khi nhóm này xâm lược nhà nước trực thuộc Nga là Dagestan vào ngày 7 tháng 8 năm 1999, dưới sự kêu gọi của các lực lượng Sharia thuộc Dagestan. Cuộc chiến kết thúc với chiến thắng lớn của Nga và Dagestan đồng thời là sự rút lui của IIPB. Cuộc xâm lược Dagestan cũng là 1 trong những lý do sau vụ đánh bom chung cư Nga 1999 dẫn đến Chiến tranh Chechnya lần thứ hai.

## Liên kết
1. 1 2 3  Alexander Pashin (2002). "Russian Army Operations and Weaponry During Second Military Campaign in Chechnya". Moscow Defense Brief. số #3. Mdb.cast.ru. Bản gốc lưu trữ ngày 29 tháng 1 năm 2009. Truy cập ngày 23 tháng 2 năm 2015.
2. ↑  Oleg Lukin (2008). "Новейшая история: Российско-чеченские войны". Vestnik "Mostok" (bằng tiếng Nga). Vestnikmostok.ru. Truy cập ngày 23 tháng 2 năm 2015.
3. ↑  "АНТИТЕРРОРИСТИЧЕСКАЯ ОПЕРАЦИЯ НА СЕВЕРНОМ КАВКАЗЕ (август 1999-2000 г.) | Операция на территории Республики Дагестан". ngày 10 tháng 3 năm 2020. Bản gốc lưu trữ ngày 14 tháng 4 năm 2009.
4. ↑  За время антитеррористической операции на Северном Кавказе боевики потеряли порядка 7 тыс. человек убитыми.
5. ↑  John Pike (ngày 17 tháng 8 năm 1999). "War In Dagestan". globalsecurity.org. Truy cập ngày 24 tháng 8 năm 2013.